# Lichtenegg (Gemeinde Sankt Bartholomä)
Lichtenegg ist eine Ortschaft und eine Katastralgemeinde der Gemeinde Sankt Bartholomä im Bezirk Graz-Umgebung, Steiermark. Sie wurde zwischen 1823 und 1824 bei Vermessungen des Gebietes geschaffen und gehört seit 1848 zur Gemeinde Sankt Bartholomä. Die Ortschaft hat 125 Einwohner (Stand: 1. Jänner 2024).

## Geografie und Ortsgliederung
Die Ortschaft Lichtenegg besteht laut Statistik Austria neben der gleichnamigen Streusiedlung auch aus den Einzelhäusern Fuchs, Rutzbauer und Trölp sowie aus der Hafenbergmühle.
Lichtenegg erstreckt sich von der Lieboch im Osten bis zur Bezirksgrenze nach Voitsberg im Westen sowie von der Jarzschmiede im Norden bis zur Hafenbergmühle im Süden. Auf dem Bergrücken zwischen den Höfen Aller und Strimbauer befindet sich die Ortsgegend Lichtenegg, der die Katastralgemeinde auch ihren Namen verdankt. Der Name Lichtenegg wiederum leitet sich vermutlich vom keltischen Licas/Licca/Licus ab, was darauf hinweist, dass sich in vorchristlicher Zeit wahrscheinlich ein heiliger Stein zur Bestimmung der Sonnenbahnen in dieser Gegend befand. Zwischen den Höfen Strimbauer und Schneidernisi liegt die Ortsgegend Kogel, welche früher auch Raaßerkogel genannt wurde und in welcher sich bis um 1800 viele Weingärten befanden. Die Talmulde bei der Glanzmühle wurde früher als Jarz, Jarnitz, Jertz oder Jerentz bezeichnet, aus welcher in neuerer Zeit Jaritz wurde. Zwischen dem Hof Bauerngax und der Hafenbergmühle befindet sich ein Teil der alten Ortsbezeichnung Lieboch.

## Geschichte
Aufgrund von militärischen Interessen wurden unter Kaiserin Maria Theresia im Jahr 1770 den Gebäuden der heutigen Katastralgemeinde Lichtenegg Hausnummern zugeteilt. Die Häuser bei der Hafenbergmühle wurden damals aber der Ortsgemeinde Sankt Bartholomä zugeteilt. Zwischen 1823 und 1824 wurde das Gebiet genau vermessen und die Grenzen der neu geschaffenen Katastralgemeinde Lichtenegg festgelegt. Der Name „Lichtenegg“ stammt dabei von der Ortsgegend Lichtenegg, welche auf dem Bergrücken zwischen den Gehöften Aller und Strimbauer liegt. Nach der Auflösung der Grundherrschaften im Jahr 1848 wurde Lichtenegg zusammen mit Jaritzberg und St. Bartholomä zur politischen Gemeinde Sankt Bartholomä zusammengelegt.